# Central Park West (série télévisée)
Pour l’article homonyme, voir Central Park West.
Central Park West est un feuilleton télévisé américain en 21 épisodes de 42 minutes, créé par Darren Star diffusé entre le 13 septembre 1995 et le 28 juin 1996 sur CBS.
Daren Star a créé la série en surfant sur le succès de Melrose Place. Néanmoins le feuilleton se révèle être un échec d'audience même s'il séduit la critique. CBS décide d’écourter la saison 1 et de commander une saison 2 pour l'été 1996 mais demande au producteur de changer le casting.
Ainsi Mariel Hemingway est remerciée et les producteurs font appel à Raquel Welch et Gerald McRaney pour la saison 2. Mais la sauce ne prend toujours pas et l'audience demeure confidentielle pour une grande chaîne comme CBS  la série finit par être annulée.
En dépit d'un énorme battage médiatique pour promouvoir le feuilleton (orienté vers les jeunes adultes, c'était le feuilleton le plus promu de l'année 1995) et une tentative d'inscrire le feuilleton comme digne successeur de Dallas, Dynasty, Knots Landing et de concurrencer Melrose Place les notes ne  s'élèvent pas.
Aussi à la suite de ses rediffusions le feuilleton acquiert progressivement le statut de série culte[réf. souhaitée] dans la catégorie prime time serial.
En France, le feuilleton a été diffusé dès 1996 sur M6.

## Synopsis
Central Park West suit le quotidien de la rédaction d'un magazine new-yorkais très en vue, Communique, dont le propriétaire est Allen Rush, surnommé le "Dark Vador des éditeurs".
Stéphanie Wells est la nouvelle rédactrice en chef du magazine. Sa grande rivale est la belle-fille d'Allen, Carrie Fairchild (interprétée par Mädchen Amick), qui tente par tous les moyens de séduire le mari écrivain de Stéphanie, Mark Marrill.
La série insiste sur la rivalité entre les deux femmes mais aussi sur d'autres membres de l'équipe de Communique comme Rachel Dennis (interprétée par Kylie Travis), qui s'occupe de la rubrique Mode du magazine. Très vite au fil des épisodes, Rachel révèle un côté plus sombre de sa personnalité.

## Fiche technique
- Créateur : Darren Star

- Producteurs exécutifs : Darren Star  (21 épisodes 1995-1996)

- Producteur : Judith Stevens (21 épisodes 1995-1996)

- Coproducteurs exécutifs : David Stenn (20 épisodes 1995-1996), Allan Arkush (15 épisodes 1995-1996)

- Producteur associés :Alexandra White (14 épisodes 1998-1999), Linda Saffire (8 épisodes 1996), Joanna Cappuccilli Lovetti (1 épisodes 1995)

- Thème musical : Tim Truman (15 épisodes 1995-1996), Rob Mounsey (5 épisodes 1996), Michael Gore (1 épisode 1996)

- Scénaristes principaux : Darren Star (7 épisodes, 1995-1996), Terri Minsky (7 épisodes, 1995-1996), David Stenr(6 épisodes 1995-1996), Camille Marchetta (2 épisodes 1996), Eric Ellis Overmyer (1 épisode 1995), Adriana Trigiani (1 épisode 1995), Susan Fales-Hill (1 épisode)

- Réalisateur d'épisodes : Allan Arkush	(7 épisodes 1995-1996), Don Scardino (3 épisodes 1996), Gwen Arner (2 épisodes 1995-1996), Lorraine Senna (2 épisodes 1995-1996), Victoria Hochberg (2 épisodes, 1995), Timothy Van Patten (2 épisodes 1996), James Frawley	(1 épisode 1995), Tim Hunter (1 épisode 1995), Victor Lobl (1 épisode 1996), Nancy Malone (1 épisode, 1996)

## Distribution
| Acteur             | Personnage           | VF                 | Saison                                       | Nombres d'épisodes |
| ------------------ | -------------------- | ------------------ | -------------------------------------------- | ------------------ |
| Mädchen Amick      | Carrie Fairchild     | Marianne Leroux    | saisons 1 à 2                                | 21 épisodes        |
| John Barrowman     | Peter Fairchild      | Patrick Mancini    | saisons 1 à 2                                | 21 épisodes        |
| Melissa Errico     | Alex Bartoli         | Sybille Tureau     | saisons 1 à 2                                | 21 épisodes        |
| Mariel Hemingway   | Stéphanie Wells      | Anne Jolivet       | saisons 1                                    | 13 épisodes        |
| Lauren Hutton      | Linda Fairchild Rush | Monique Nevers     | saisons 1 à 2                                | 21 épisodes        |
| Justin Lazard (en) | Gil Chase            | Max Aulivier       | saisons 1 à 2                                | 21 épisodes        |
| Michael Michele    | Nikki Sheridan       | Pascale Jacquemont | Saisons 1 à 2                                | 21 épisodes        |
| Tom Verica         | Mark Meril           | Tony Joudrier      | Saisons 1 à 2                                | 21 épisodes        |
| Noelle Beck        | Jordan Tate          | Annie Le Youdec    | saison 2                                     | 8 épisodes         |
| Raquel Welch       | Dianna Brock         | Nicole Favart      | saison 2                                     | 8 épisodes         |
| Gerald McRaney     | Adam Brock           | Denis Savignat     | invité 1.13 puis principale saisons 2        | 9 épisodes         |
| Kylie Travis       | Rachel Dennis        | Magali Barney      | saisons 1 à 2 sauf épisode pilote et le 1.02 | 19 épisodes        |

## Acteurs secondaires
- Ron Leibman (VF : Claude Giraud) : Allen Rush (épisodes 1.01 à 2.08)
- Kim Raver : Dean Landers (épisodes 1.01 à 1.03 )
- Dennis Creaghan : D.A. Jack Collins  (épisodes 1.01 à 1.04)
- Peter Gerety : John  (épisodes 1.01 à 1.02, 1.03, 1.06 à 1.07 )
- Michael Bergin : Bartender  (épisodes 1.01, 1.04, 1.13)
- Bellina Logan : Carolyn  (épisodes 1.02, 1.07, 1.09, 1.11, 1.13)
- Olga Merediz : Ann Robin Morse  (épisodes 1.02, 1.13)
- Andre B. Blake : Simon Perry  (épisodes 1.05, 1.10, 1.11, 1.13)
- Joe Mantello : Ian Walker  (épisodes 1.05 à 1.07)
- Hiwa Bourne : Assistante à Communiqué  (épisodes 1.06 à 1.09 )
- Robert Stanton : Tom Chasen  (épisodes 1.06, 1.08)
- Johann Carlo : Lisa Monroe  (épisodes 1.07, 1.10)
- Mark Blum : Ben  (épisodes 1.09 à 1.13)
- Katy Selverstone : Éditrice à Communiqué  (épisodes 1.09 à 1.10)
- Amanda Peet : Robyn Gainer (épisodes 1.11 à 2.01)
- Jodi Stevens : Melody  (épisodes 1.11 à 1.12)
- Leon : Gabe Sands  (épisodes 1.12 à 1.13)
- Gerry Becker : Dr West  (épisodes 1.13 à 2.04 )
- Richard Barclay : non crédité  (épisodes 2.04, 2.06 à 2.07)
- Paul Guilfoyle : Inspecteur de Police  (épisodes 2.05 à 2.06 )
- Scott Lawrence : Inspecteur de Police   (épisodes 2.05 à 2.06)
- Julie Lauren : Assistante de Jordan  (épisodes 2.05 à 2.06)
- Michael Reilly Burke (VF : Cyrille Artaux) : Tyler Brock  (épisodes 2.06 à 2.08)
- Mark Zimmerman : Membre du conseil d'administration du Lincoln Bradmore  (épisodes 2.06 à 2.08)
- T. Scott Cunningham : Marshall Dodd  (épisodes 2.06 à 2.07)
- Dick Latessa : Dr Kyle Rose   (épisodes 2.07 à 2.08)

## Épisodes

### Saison 1
La saison 1 est centrée autour des frères et sœurs Fairchild (joué par Madchen Amick et John Barrowman), ils sont les beaux-enfants du riche éditeur d'un magazine de mode implanté à New York dont le nom est communiqué . Carrie Fairchild (Madchen Amick) travaille comme chroniqueuse dans ce magazine, tandis que son frère Peter Fairchild (John Barrowman) exerce la profession d'avocat.
Les épisodes se concentrent également sur l'éditrice du magazine Stephanie Wells (Mariel Hemingway) et son mari, le dramaturge Mark Merrill, qui viennent de s'installer à New york aussi en prenant le contrôle du magazine Stephanie entre en conflit avec Carrie. De plus  le couple se retrouve immergé dans la haute société New-Yorkaise et doit tout faire pour justifier leur place.
Au fil des épisodes apparaît la sublime blonde vénéneuse (Rachel Denis). Rachel est la meilleure amie d'enfance de Carrie Fairchild. Elle quitte un poste prometteur de rédactrice mode au sein du Vogue britannique pour fuir un passé assez sulfureux, un ex-mari riche et puissant. Très vite Rachel est prête à tout pour obtenir pouvoir et argent, a écrasé toute personne qui souhaite se mettre en travers de son chemin...

### Saison 2
La saison 2 voit l'introduction des acteurs Gerald McRaney, Raquel Welch et Noelle Beck. Le saison tente de mettre l'accent sur la rivalité entre Allan Rush (Ron Leibman) et Adam Brock (Gerald McRaney) qui se disputent le contrôle de leur empire financier respectif dont le magazine Communiqué.
Les Fairchild gardent toujours leur importance dans la trame scénaristique: Carrie doit faire face au harcèlement de Mark Merrill qui cherche à se venger. Linda, la matriarche, cherche à divorcer d'Allan néanmoins celui-ci ne veut pas et il mettra tout en œuvre pour annuler cette procédure. Quant à Peter il doit faire face à Alex Bartoli qui cherche à le garder par tous les moyens.

## Commentaires
Créé par l'auteur de Sex and the City, le créateur de Melrose Place et  de Beverly Hills 90210.
Le primetime seriale a eu une courte saison 1, aussi la chaîne a décidé d’écourter la saison pour réorganiser le casting dans le but d'augmenter fortement l'audience. Mais ces changements n'ont pas permis à l'audience de grimper.
Le feuilleton a été entièrement tourné a New york dans les studios Silvercup aussi des scènes ont été tournées réellement a Manhattan.
Le feuilleton se termine sur un cliffhanger en effet l'annulation a été annoncé de façon prématurée d'autres épisodes avait été écrit par les auteurs.
Le personnage de Rachel Denis (interprétée par Kylie Travis)  devient très vite le visage du show. En effet, elle se retrouve au centre des intrigues. Dévorée par l'ambition elle n'hésite pas à poignarder ses amis pour avoir ce qu'elle veut.
D'après les experts la diffusion du show le vendredi soir pendant sa deuxième saison à sceller son sort, aussi la diffusion de cette saison c'est faite aussi le dimanche soir et les audiences étaient meilleures.
Il s'agit d'un des primetime serial les plus chers, le coût d'un épisode était de 1,15 million de dollars.